# Pierre Riché
Pierre Riché (París, 4 de octubre de 1921-6 de mayo de 2019) fue un historiador francés especializado en la Alta Edad Media y el período del año mil.

## Biografía
Después de estudiar en la Sorbona, pasó la agregación de historia en 1948, y enseñó en el lycée de Constantine de Argelia y después en Le Mans. En 1953, fue nombrado asistente en la Sorbona.
De 1957 a 1960 enseñó en Túnez, antes de unirse a la Universidad de Rennes. En 1962, obtuvo su doctorado de letras. Luego fue nombrado profesor en la Facultad de Artes de Nanterre (ahora Universidad de París X Nanterre) en octubre de 1967. Se retiró en 1989.